# Dannevirke (Nieuw-Zeeland)

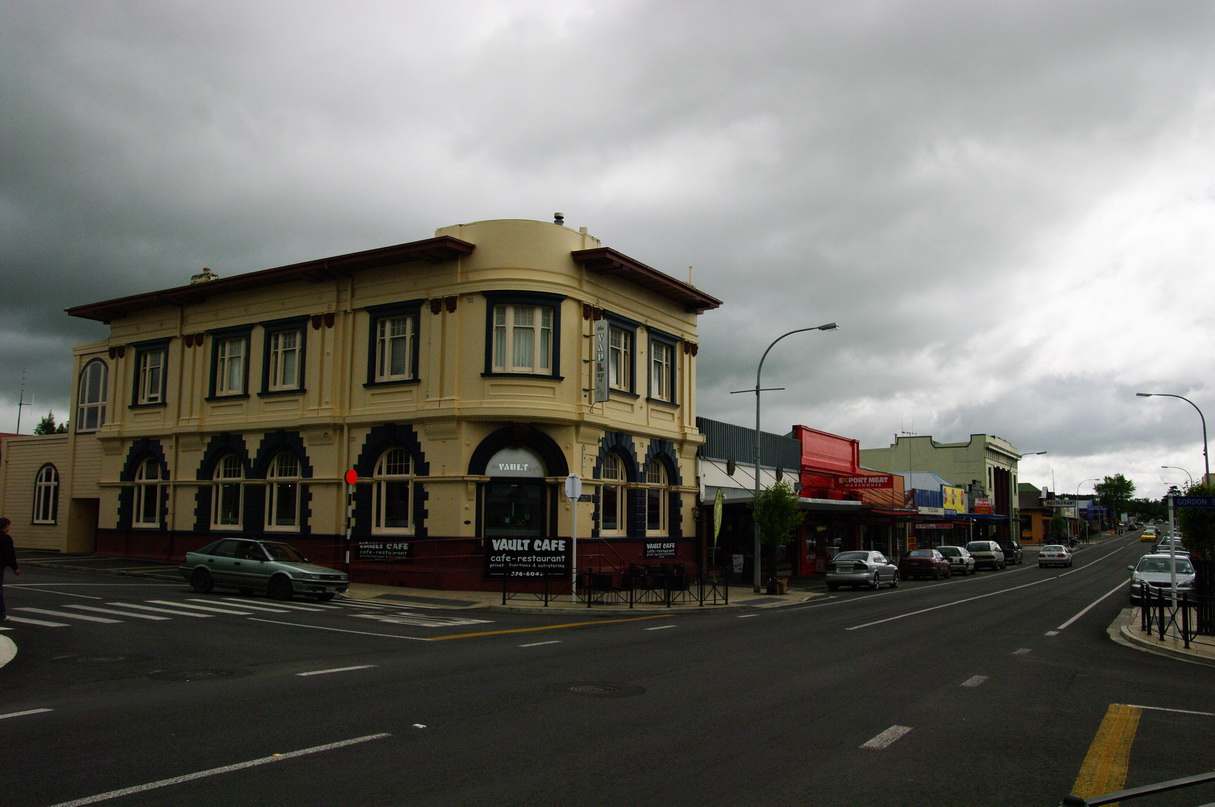
Hoofdstraat door Dannevirke

Dannevirke (Deens: "Deens werk") is een plaats van ongeveer 6000 inwoners in de Manawatu-Wanganui regio in Nieuw-Zeeland. Het is de grootste plaats in het district Tararua. In de omgeving zijn veel melkveehouderijen en worden schapen gehouden, dit is de belangrijkste bron van inkomsten voor de lokale bevolking.
De plaats is gesticht op 15 oktober 1872 door Deense, Noorse en Zweedse immigranten, die het land via de haven van Napier binnen zijn gekomen.
Dannevirke trekt veel toeristen. Veel in Dannevirke herinnert aan de afkomst van de oorspronkelijke Scandinavische bewoners.

## Geboren
- Joh Bjelke-Petersen (1911-2005), Australisch politicus en voormalige premier van Queensland
- Ian Axford (1933-2010), Nieuw-Zeelands ruimtewetenschapper
- John Timu (1969), rugby-international